# Doutora Fugitiva
A Doutora Fugitiva (em inglês:  Fugitive Doctor) é uma encarnação do Doutor, o protagonista da série de ficção científica da BBC, Doctor Who, sendo interpretada pela atriz inglesa Jo Martin, a primeira pessoa negra a interpretar o papel.
Dentro da narrativa do programa, a Doutora é um alienígena humanoide viajante do tempo de uma raça conhecida como Senhores do Tempo, com origens um tanto desconhecidas, que viaja no tempo e espaço em sua TARDIS, frequentemente com um companheiros. Quando ela está gravemente ferida, pode regenerar seu corpo, mas ao fazer isso, ganha uma nova aparência física e, com ela, uma nova personalidade. Este mecanismo de enredo permitiu que vários atores, tanto homens quanto mulheres, retratassem a Doutora ao longo das décadas. Cada ator que interpreta a Doutora oferece uma visão diferente de sua personalidade.
Inicialmente não se sabia onde esta encarnação, encontrada durante a era da Décima terceira Doutora (Jodie Whittaker), se encaixava na cronologia ficcional da série, embora muitos comentaristas especulassem que ela era do passado do Doutor, antes do Primeiro Doutor. Foi confirmado em "Once, Upon Time" (2021) que ela pertencia a um período que foi apagado da memória do Doutor, junto com várias outras encarnações. A Décima terceira Doutora a encontra pela primeira vez na Terra, onde ela se escondeu dos Senhores do Tempo, para quem ela foi obrigada a trabalhar como parte da misteriosa "Divisão", uma organização de operações secretas dos Senhores do Tempo.
A Doutora Fugitiva é uma encarnação sombria do personagem, com uma língua ácida e um temperamento explosivo. Ela é uma figura endurecida pela batalha que não tolera tolos, com um comportamento autoritário e composto que usa armas com prazer, se necessário.

## Aparições
A Doutora Fugitiva aparece pela primeira vez em "Fugitive of the Judoon", disfarçada de uma guia turística humana Ruth Clayton por meio de um Arco Camaleão. Como Ruth, ela vive ao lado de seu "marido" Lee na Gloucester do século XXI, sem nenhum conhecimento de sua verdadeira natureza. Os Judoon a localizam e invadem a cidade, com a intenção de apresentá-la a comandante gallifreyana Gat. Lee, um colega Senhor do Tempo e fugitivo, direciona Ruth para um farol, onde sua identidade anterior é restaurada. Ao mesmo tempo, a Décima terceira Doutora encontra uma cabine policial enterrada no terreno – a TARDIS de Ruth . À medida que elas revelam suas identidades um a outra, nenhuma das Doutoras reconhece a outra, levando à confusão entre as duas, pois ambas presumiram que a outra era uma versão futura de si mesma. Depois de enganar Gat para se matar acidentalmente com uma arma com defeito, a Doutora Fugitiva se separa amargamente de seu outro eu.
Ela reaparece em "The Timeless Children", quando a Décima terceira Doutora é preso na Matrix pelo Mestre. Ele informa que ela é a "Criança Atemporal" e que viveu muitas vidas antes do que ela acreditava ser sua primeira encarnação. Ao tentar escapar e conciliar esse conhecimento com sua identidade, ela se depara com uma projeção da Doutora Fugitiva. A projeção a lembra que ela nunca foi definida por seu passado antes de desaparecer.
Essa Doutora volta em "Once, Upon Time", onde a Décima terceira Doutora é levada ao seu passado em sua visita ao Templo de Atropos, onde ela confrontou pela última vez os Devastadores conhecidos como Swarm e Azure. A Décima terceira Doutora descobre que não se lembra dos acontecimentos, mas ao ver seu reflexo em um painel espelhado, vê a Doutora Fugitiva. A Décima terceira Doutora descobre que a Doutora Fugitiva liderou uma equipe de agentes da Divisão, incluindo o oficial Lupar Karvanista, para capturar os dois Devastadores e usa os métodos de seu passado como inspiração para consertar a situação no presente.
Em "The Vanquishers", Karvanista finalmente revela a Décima terceira Doutora que ele já foi companheiro da Doutora Fugitiva. No entanto, ela o abandonou em algum momento, o que o deixou amargurado com ela. Karvanista não consegue contar nada a Décima terceira Doutora sobre seu passado com a Doutora Fugitiva porque a Divisão implantou um dispositivo em seu cérebro que o matará se ele tentar. Mais tarde, a Doutora recupera um relógio contendo todas as suas memórias perdidas, mas ela opta por depositá-lo nas profundezas da TARDIS para mantê-lo em segurança até o momento em que ela realmente precise dele, em vez de recuperar essas memórias perdidas.
A Doutora Fugitiva reaparece em "The Power of the Doctor" como um holograma de IA que é usado para enganar o Mestre depois que ele rouba o corpo da Doutora. A Doutora Fugitiva ajuda Yaz e Vinder a trazer a Décima Terceira Doutora de volta.

### Áudio
Em 23 de abril de 2022, a Big Finish Productions anunciou que Jo Martin reprisaria seu papel em The Fugitive Doctor Adventures, uma série de áudio-dramas de Doctor Who situada após os eventos de "Fugitive of the Judoon".

## Caracterização
Ao contrário de todas as outras encarnações do personagem, a Doutora de Jo Martin faz uso imediato de armamento bélico disponível para encerrar conflitos de forma decisiva. Ela exibiu essa tendência violenta quando atacou um Judoon, antes de manipular uma inimiga para que ela se matasse sem saber.
A intenção da personagem é remeter aos Doutores anteriores, para sugerir que ela pertence ao passado da Décima terceira Doutora. Ela se recusa a usar uma chave de fenda sônica e se refere à TARDIS como sua "nave", assim como o Primeiro Doutor. O interior de sua TARDIS também é modelada a partir do cenário usado na década de 1960, com paredes brancas e um console central idêntico.
Seu traje foi desenhado por Ray Holman para refletir sua natureza mais severa. Calças e botas pretas de combate sugerem uma Doutora acostumada a lutar e remetem ao traje do Décimo segundo Doutor. Um colete e sobrecasaca de tweed escocês de cor escura, com corte de época inspirado nos Doutores clássicos, acrescentam a sugestão de uma encarnação mais feroz. Uma camisa de cores vivas com gola alta e punhos com babados fornece um contraste para sugerir a excentricidade da Doutora e foi feita de tecido Kente africano como um tributo à herança da atriz e ao significado de sua escolha. Esta Doutora também usou ocasionalmente um par de óculos de sol amarelos com esta roupa.

## Escolha

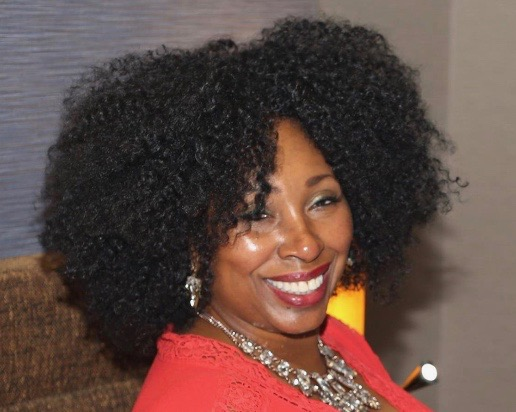
Jo Martin em 2015. Ela foi a primeira pessoa negra a interpretar o Doutor.

Jo Martin foi escolhida como a primeira Doutora negra do programa, um marco que recebeu muitos elogios de comentaristas.
Não foi anunciado antes da transmissão da primeira aparição da personagem em "Fugitive of the Judoon"  que um novo Doutor estrearia. Os materiais promocionais creditavam Jo Martin apenas como Ruth, enquanto ela mesma não foi informada de que interpretaria a Doutora até que lhe fosse oferecido o papel após sua audição. Ela só conseguiu contar ao marido o personagem que estava interpretando.

## Recepção
A atuação de Martin como a Doutora Fugitiva foi elogiada pela crítica, com alguns expressando seu desejo de ver mais da personagem. Por outro lado, Merryana Salem do Junkee criticou a revelação de que a Doutora já havia sido uma mulher, minando o significado de Whittaker como a primeira encarnação feminina do Doutor.